# Тарношин (гміна)
Гміна Тарношин — колишня (1934—1939 рр.) сільська ґміна Равського повіту Львівського воєводства Польської республіки (1918—1939) рр. Центром ґміни було місто Угнів, яке не входило до її складу, а було окремою міською ґміною.

1 серпня 1934 р. було створено ґміну Тарношин у Равському повіті. До неї увійшли сільські громади: Диніска, Корчмін, Корчув, Кжевіца, Жечица, Стає, Щепятин, Тарношин, Ульгувек, Василюв.

У 1934 р. територія ґміни становила 145,56 км². Населення ґміни станом на 1931 рік становило 11 693 осіб. Налічувалось 2 089 житлових будинків. 

27 вересня 1939 р. відповідно до Пакту Молотова — Ріббентропа територія ґміни була зайнята радянськими військами, але Договором про дружбу та кордон між СРСР та Німеччиною Сталін обміняв Закерзоння на Литву і до 12 жовтня радянські війська передали територію німцям та відійшли за Буг і Солокію. В 1944  територію ґміни віддали Польщі, але в 1951 р. під час обміну територіями села Корчів і Стаї передані СРСР.